# Bahnhof Bad Münster am Stein
Der Bahnhof Bad Münster am Stein ist ein Trennungsbahnhof in Bad Münster am Stein-Ebernburg, einem Stadtteil von Bad Kreuznach im gleichnamigen Landkreis. Er verfügt über vier Bahnsteiggleise. Das Empfangsgebäude aus der Zeit um 1910 steht unter Denkmalschutz. Der Bahnhof liegt im Verbundgebiet des Rhein-Nahe-Nahverkehrsverbundes (RNN) und gehört zur Tarifzone 401. Seine Anschrift lautet Berliner Straße 20.
Der 1859 eröffnete Bahnhof war zunächst Durchgangsbahnhof der Nahetalbahn, die damals Rhein-Nahe-Bahn genannt wurde. 1871 erhielt die aus Hochspeyer kommende Alsenztalbahn ihren nördlichen Endpunkt im damaligen Münster. 1904 bis 1961 war er zudem nordöstlicher Endbahnhof der aus strategischen Gründen gebauten und in Homburg beginnenden Glantalbahn.

## Lage

### Örtliche Lage
Der Bahnhof befindet sich in der Ortsmitte des Stadtteils Bad Münster am Stein. Er verfügt über Parkplätze und eine Taxistation.

### Bahnstrecken

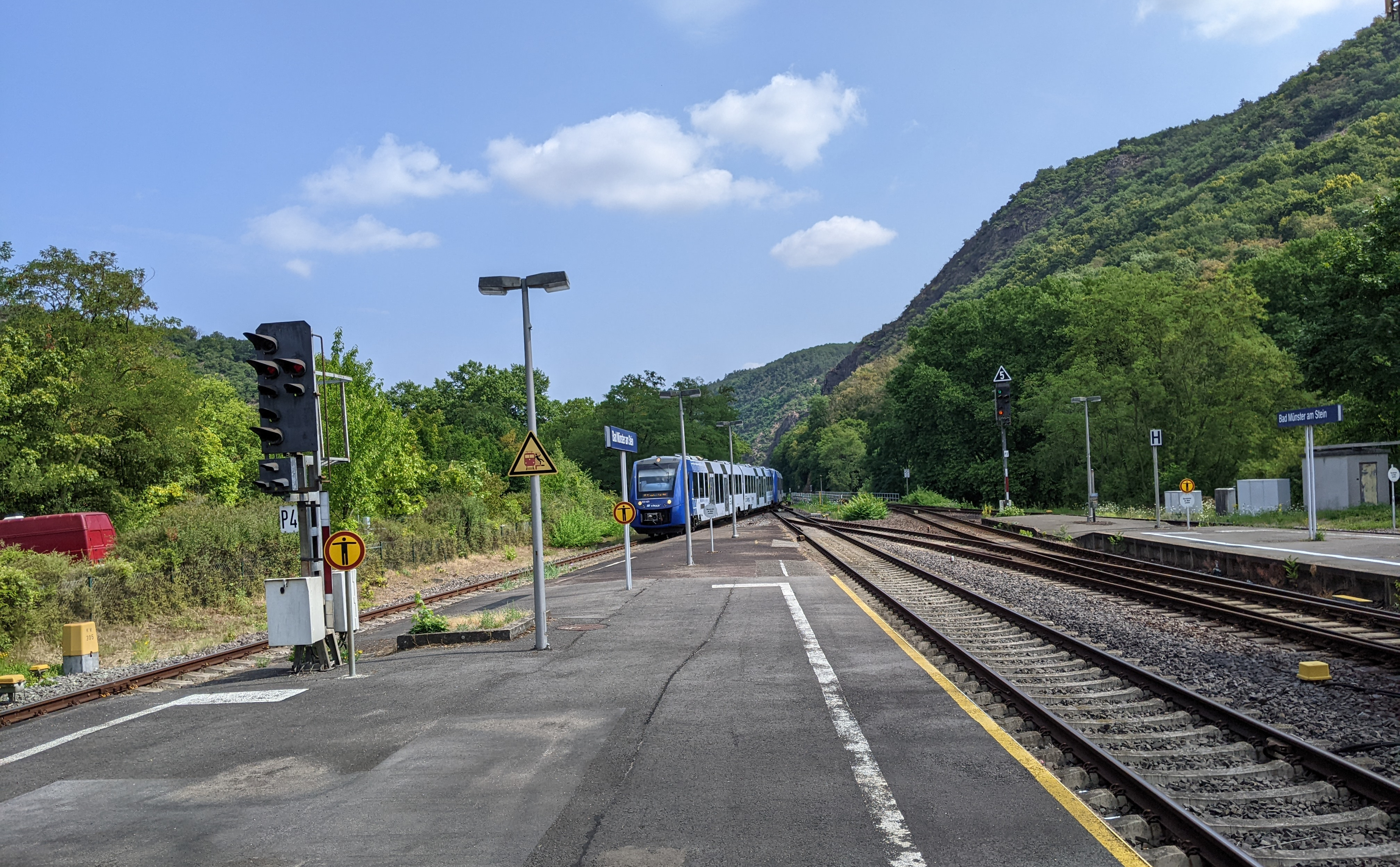
Nahe-Express von Bad Kreuznach kommend

Kurz bevor die aus nordöstlicher Richtung kommende Nahetalbahn den Bahnhof erreicht, überquert sie den namensgebenden Fluss auf einer Brücke. Anschließend biegt sie in Richtung Westen ab, um am orografisch linken Ufer der Nahe zu verlaufen. Die Alsenztalbahn kommt aus Südsüdwest und überbrückt ebenfalls die Nahe, um einige hundert Meter weiter in die Nahetalbahn einzumünden. Die inzwischen stillgelegte Glantalbahn verlief am orografisch rechten Ufer der Nahe, ehe sie kurz nach Überquerung des Flusses noch vor der Alsenztalbahn in die Nahestrecke überging.

## Geschichte

### Anschluss an das Eisenbahnnetz durch die Rhein-Nahe-Bahn

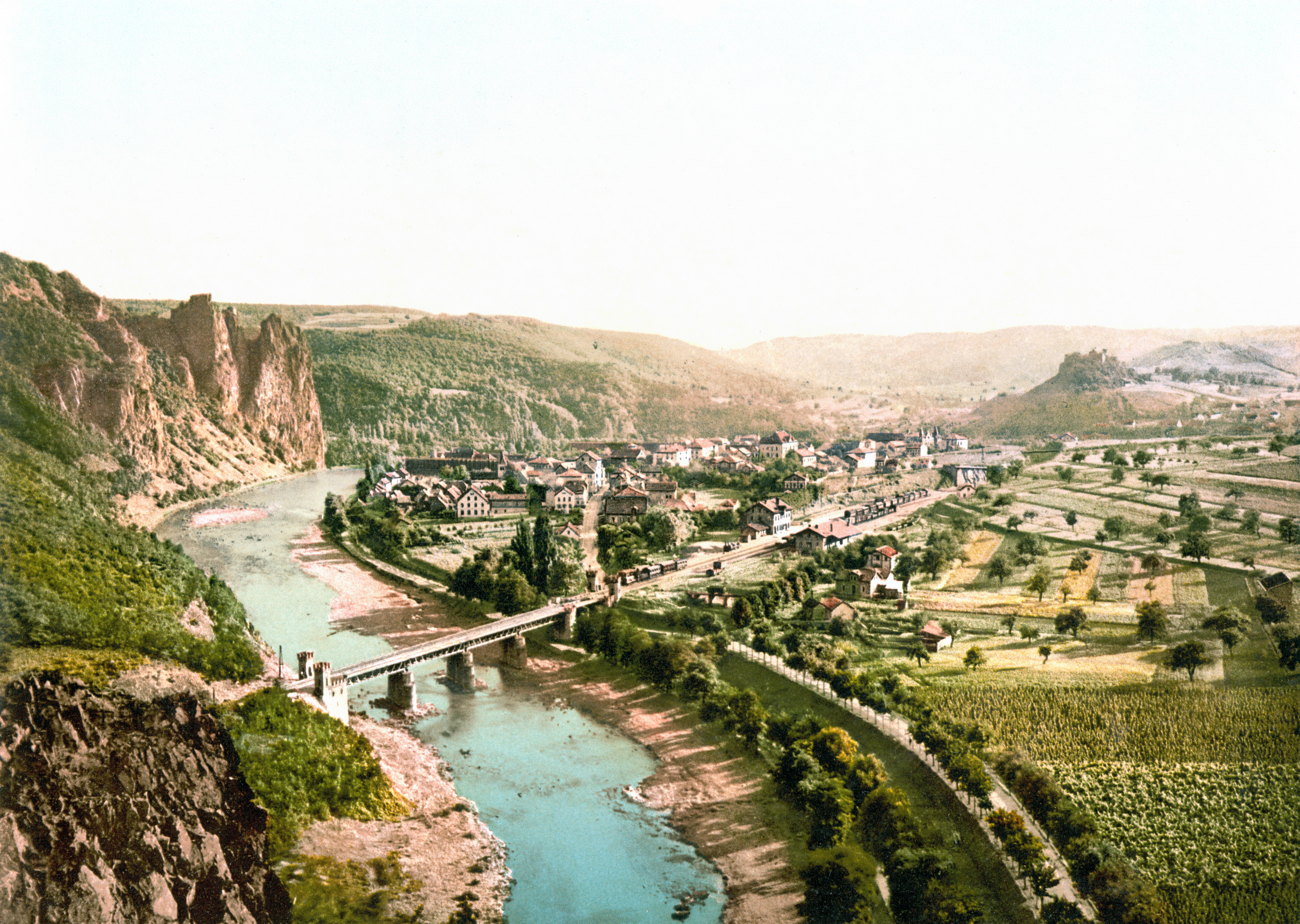
Panorama von Münster am Stein mit dem ersten Bahnhofsgebäude von 1859 (Bildmitte)

Obwohl erste Bestrebungen, eine Bahnstrecke entlang der Nahe zu bauen, bis ins Jahr 1839 zurückgehen, verzögerten Streitigkeiten zwischen Preußen und dem Großherzogtum Oldenburg über die Linienführung jedoch zunächst die Realisierung einer solchen. Während Preußen die Streckenführung unmittelbar entlang der Nahe haben sollte, verfocht Oldenburg die Anbindung der in einem Seitental liegenden Stadt Birkenfeld, die zugleich die Hauptstadt seiner gleichnamigen Exklave war. 1856 gab es vonseiten der damals zu Bayern gehörenden Pfalz Initiativen, die geplante Bahnlinie bei Boos aus dem Nahetal herauszuführen, um anschließend bis Altenglan entlang des Glan über Kusel und von dort aus nach St. Wendel beziehungsweise entlang der Oster bis nach Neunkirchen verlaufen zu lassen. Die Argumentation dieser dritten Variante baute darauf auf, dass sie kürzer und billiger wäre als eine Linienführung entlang der gesamten Nahe. Aus taktischen Gründen verhielt sich Preußen zunächst aufgeschlossen gegenüber diesen Plänen, was dazu führte, dass Oldenburg klein bei gab und die ursprünglich von ersterer verfochtene Linienführung akzeptierte.
Nachdem der Abschnitt Bingerbrück–Kreuznach bereits 1858 befahrbar war, erfolgte die Eröffnung zwischen Kreuznach und Oberstein am 15. Dezember 1859, womit Münster Anschluss an das Eisenbahnnetz erhalten hatte.

### Entstehung der Alsenztalbahn und Folgezeit
Ab 1859 bestand eine durchgehende Nord-Süd-Magistale vom Rheinland über Rheinhessen bis nach Ludwigshafen in Form der Linken Rheinstrecke Köln–Mainz und der Bahnstrecke Mainz–Ludwigshafen. Jedoch bedeutete die Linienführung über Mainz einen Umweg, sodass Pläne entstanden, eine kürzere Route, die von Bingerbrück bis Münster die Nahestrecke nutzt und anschließend entlang der Alsenz im Einzugsgebiet des Donnersberg über Enkenbach und von dort aus Richtung Neustadt zu errichten. Die Pläne standen in Konkurrenz zu Bestrebungen, eine Bahnlinie von Staudernheim nach Kaiserslautern entlang Glan und Lauter bis nach Kaiserslautern zu führen. Die geplante Strecke im Alsenztal wurde schließlich von Bayern, durch das sie unmittelbar südlich von Münster verlaufen sollte, unterstützt.
Um die Interessen der Stadt Kaiserslautern nicht außer Acht zu lassen, wurde südlich von Fischbach eine Verbindungskurve zum Bahnhof Hochspeyer erstellt, um entsprechende Zugläufe zu ermöglichen. Der Abschnitt Hochspeyer–Winnweiler wurde am 29. Oktober 1870 eröffnet. Der Abschnitt Winnweiler–Münster folgte am 16. Mai 1871. Mit der durchgehenden Eröffnung dieser als Teil einer Nord-Süd-Magistrale konzipierten Strecke wurde aus dem Durchgangsbahnhof ein Trennungsbahnhof. 1884 erfolgte der zweigleisige Ausbau der Rhein-Nahe-Bahn.

### Strategischer Bahnbau
Um 1900 entstanden in der Rhein-Nahe-Region eine Reihe strategischer Bahnlinien. Als solche wurde 1902 die Bahnstrecke Gau Algesheim–Bad Kreuznach eröffnet und in diesem Zusammenhang die Nahetalbahn zwischen Bad Kreuznach und Münster auf vier Gleise ausgebaut. Ebenfalls 1902 wurde der Bahnhof von Münster a/St. in Bad Münster a/St. umbenannt.
1904 folgte der Anschluss der Glantalbahn. Der Bahnhof Bad Münster am Stein musste auf engstem Raum grundlegend umgestaltet werden. Nachdem Münster das Prädikat „Bad“ erhalten hatte, wurde der Bahnhof entsprechend in Bad Münster am Stein umbenannt. Der gewachsene Verkehr und die steigende Bedeutung als Kurort führten um 1910 zur Neuordnung der Bahnhofsanlagen und zum Neubau eines repräsentativen Empfangsgebäudes. Mitten im Zweiten Weltkrieg gab es 1944 mehrere Angriffe auf Bad Münster, aufgrund seiner Bedeutung als strategischer Eisenbahnknotenpunkt. Dabei wurde das Empfangsgebäude zerstört.
In den Jahren 1926 und 1927 verkehrte der Calais-Wiesbaden-Express, der ebenfalls in Bad Münster hielt. Richtung Calais fuhr er über die Nahestrecke, in der anderen Richtung hingegen über die Glantalbahn.

### Entwicklung seit der Nachkriegszeit
Nach dem Zweiten Weltkrieg wurde das Empfangsgebäude in größtenteils identischer Form wieder errichtet. In der Folgezeit wurde der bislang viergleisige Streckenabschnitt Bad Kreuznach–Bad Münster mangels weiteren Bedarfs außerdem zweigleisig zurückgebaut.
Zur selben Zeit stellte sich jedoch die Rentabilität der in erster Linie aus militärischen Gründen gebauten Glantalbahn infrage. Vor allem der parallel zur Nahetalbahn verlaufende Abschnitt Odernheim – Bad Münster wies nur wenig Verkehr auf; der letzte durchgehende Zug nach Homburg verkehrte 1946. Zum 29. September 1961 wurde besagter Streckenabschnitt deshalb stillgelegt und abgebaut. Fortan mussten alle Züge der Glantalstrecke Richtung Osten nach Staudernheim fahren und dort Kopf machen, so auch die von 1965 bis 1979 verkehrenden Eilzüge der Relation Zweibrücken–Mainz (auch Munzinger-Express genannt).
Nachdem in den 1970er Jahren der Bahnhof Ebernburg aufgegeben worden war, war der Bahnhof seither der einzige innerhalb der Kommune Bad Münster am Stein-Ebernburg. Diese war 1969 im Zuge der rheinland-pfälzischen Verwaltungsreform geschaffen worden, 2014 wurde sie nach Bad Kreuznach eingemeindet.
Im Zuge einer Modernisierung der Nahetalbahn wurden im Bahnhof um 1980 die mechanischen Signalanlagen außer Betrieb genommen.

## Bauwerke

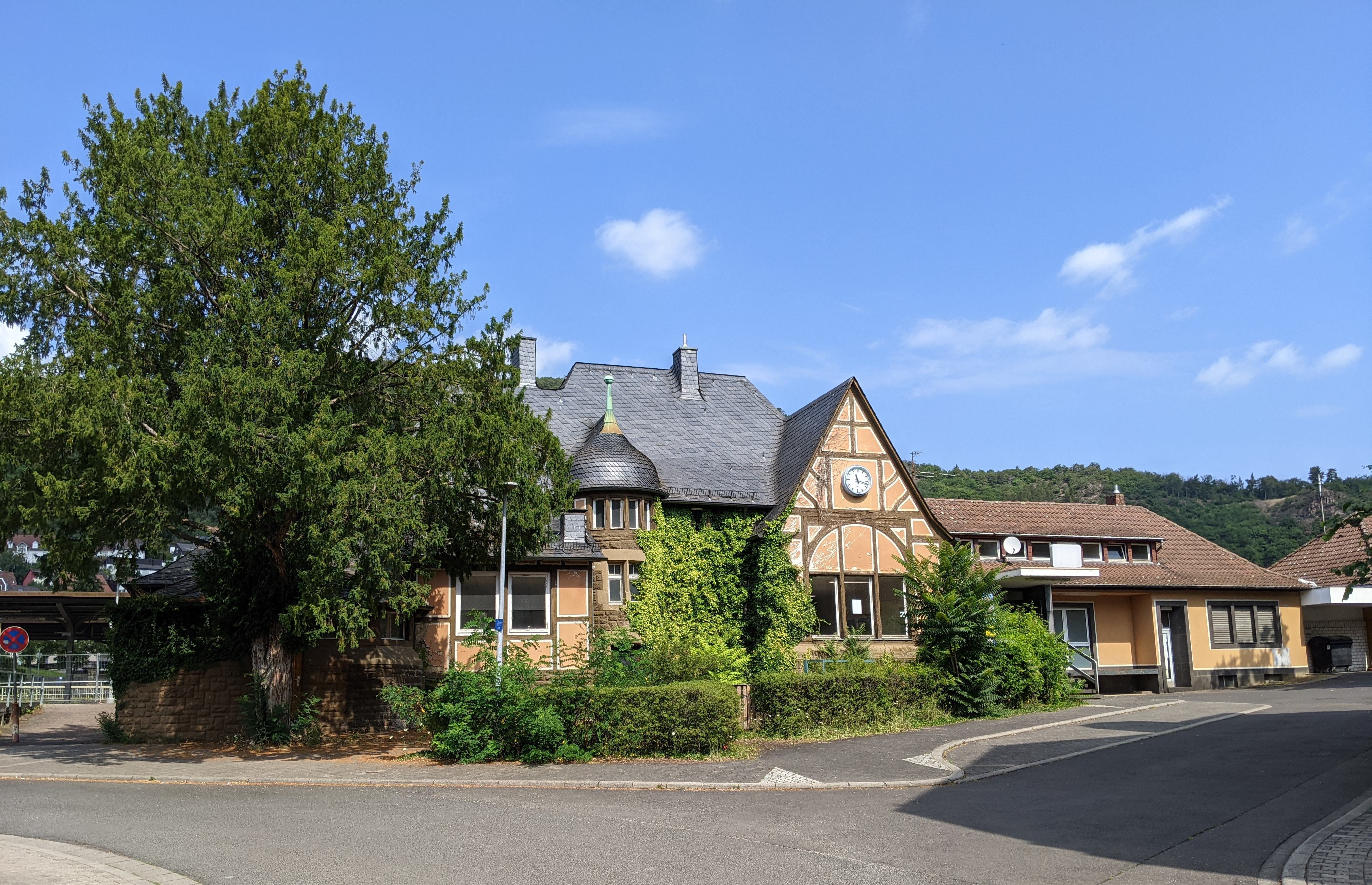
Empfangsgebäude (2022)

### Empfangs- und Nebengebäude
Das erste Bahnhofsgebäude existierte bis zur Zeit um 1900. Beim heutigen Empfangsgebäude, das im Zuge des strategischen Bahnbaus errichtet worden war, handelt es sich um ein repräsentatives eingeschossiges Jugendstilgebäude, das von einem großformatigen Walmdach beherrscht wird und damit die Architektur des Kur- und Bäderhauses von 1911 aufgreift. Es wurde teilweise in Fachwerk ausgeführt. Nordwestlich schließen sich die ebenfalls eingeschossigen Nebengebäude mit flacheren Walmdächern an.

### Stellwerke
Der Bahnhof verfügte zudem über drei Stellwerke. Das Stellwerk I eines befand sich im nördlichen Bereich des Bahnhofs, das Stellwerk II mitten auf dem Bahnsteig. Im südlichen Bahnhofsbereich existierte zudem das sogenannte Befehlsstellwerk III. Die Stellwerke wurden 1978 durch ein neues Relaisstellwerk der Bauform SpDr S60 ersetzt, welches im Empfangsgebäude untergebracht wurde.

### Bahnsteige

Gleisplan des Bahnhofs Bad Münster a.Stein (1904)

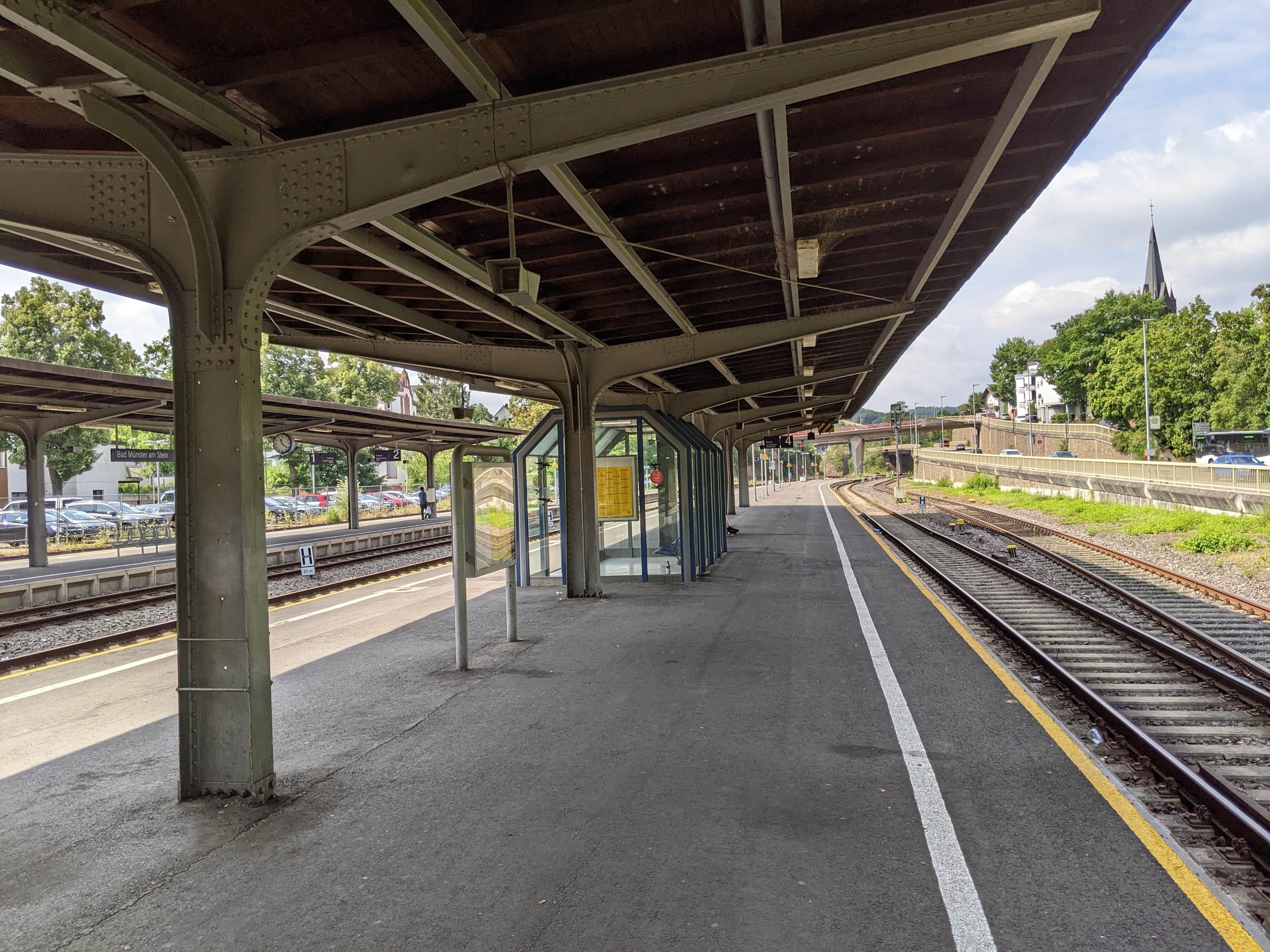
Bahnhof Bad Münster a. Stein

| Gleis | Nutzbare Länge | Bahnsteighöhe | Aktuelle Nutzung         |
| ----- | -------------- | ------------- | ------------------------ |
| 1     | 258 m          | 20 cm         | Richtung Bingen          |
| 2     | 258 m          | 20 cm         | Richtung Mainz/Frankfurt |
| 3     | 290 m          | 20 cm         | Richtung Kaiserslautern  |
| 4     | 290 m          | 20 cm         | Richtung Saarbrücken     |

## Verkehr

### Personenverkehr
Mit der durchgehenden Eröffnung der Nahestrecke im Jahr 1860 verkehrten insgesamt vier Zugpaare zwischen Saarbrücken und Bingerbrück. Heute verkehrt nur noch ein Zugpaar von Saarbrücken nach Bingen. Die Züge von und nach Saarbrücken führen über die Bahnstrecke Gau Algesheim–Bad Kreuznach bis nach Mainz, zweistündlich über Mainz hinaus bis nach Frankfurt am Main, die von beziehungsweise nach Bingen führen über die Alsenztalbahn und die Bahnstrecke Mannheim–Saarbrücken bis nach Kaiserslautern, bis in die 2000er Jahre verkehrten sie über die Biebermühlbahn bis nach Pirmasens. Somit gibt es bis auf das erwähnte Zugpaar lediglich entlang des Streckenabschnitts Bad Kreuznach–Bad Münster am Stein sowohl Verbindungen nach Bingen als auch nach Saarbrücken.
Da die Nahestrecke zwischen Saarbrücken und Türkismühle seit 1969 elektrifiziert ist, fahren die Regionalbahnen (RB) in Richtung Westen bis auf wenige Ausnahmen lediglich bis nach Türkismühle; eine Elektrifizierung der restlichen Nahetalbahn scheiterte aufgrund der komplizierten Topographie der Strecke.

### Güterverkehr
Aufgrund ihrer Topographie besaß die Nahetalbahn im überregionalen Güterverkehr keine Bedeutung. Auf der Glantalbahn hingegen fuhren in den 1940er und 1950er Jahren Kohlezüge aus dem heutigen Saarland und Güterzüge mit Lademaßüberschreitung.
Bereits Ende der 1980er Jahre war Bad Münster als Gütertarifpunkt geschlossen worden. Das an der 1961 stillgelegten Glantalbahn-Teilstrecke Odernheim–Bad Münster gelegene Anschlussgleis des Kraftwerks Niederhausen wurde noch einige Jahrzehnte bedient und erst 1992 abgebaut. Hierfür mussten Güterzüge eine Sägefahrt vollbringen.